# Żyła jądrowa

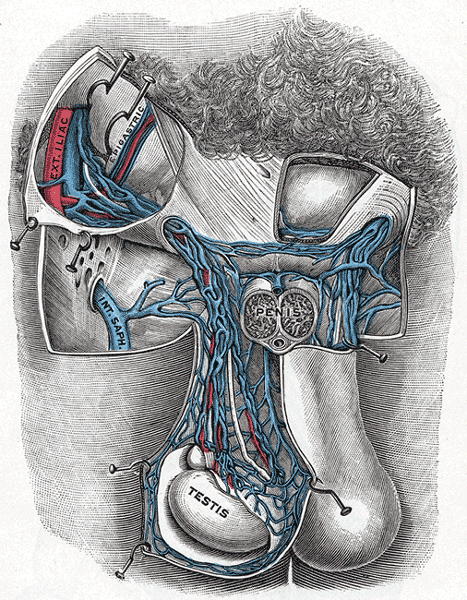
Początek żyły jądrowej, wraz z jej przejściem przez kanał pachwinowy.

Żyła jądrowa (łac. vena testicularis) – w anatomii człowieka żyła odprowadzająca krew z jądra i najądrza. Rozpoczyna się jako kilka większych i dużo drobnych gałęzi żylnych na tylnym brzegu jądra i najądrza, wytwarzających w powrózku nasiennym bardzo obfity splot wiciowaty (plexus pampiniformis). Splot wiciowaty przechodzi przez kanał pachwinowy i kieruje się ku górze, leżąc w przestrzeni zaotrzewnowej. Towarzyszy na swoim przebiegu tętnicy jądrowej, początkowo ją otaczając jako wspomniany splot, w miarę wstępowania ku górze coraz bardziej się upraszczający, następnie stanowiący już tylko dwie, poprzecznie pozespalane żyły. Na krótko przed ujściem dwie żyły łączą się w jedną i przestają towarzyszyć tętnicy. Lewa żyła jądrowa wpada do lewej żyły nerkowej, prawa bezpośrednio do żyły głównej dolnej. Żyły jądrowe zazwyczaj mają zastawkę przy swoim ujściu. 